# Сандра Міло
Сандра Міло (італ. Sandra Milo; 11 березня, 1933, Туніс — 29 січня 2024, Рим) — італійська акторка та телеведуча.
Її за життя називали музою Федеріко Фелліні. Міло була партнеркою Марчелло Мастроянні у фільмі Фелліні «Вісім з половиною» (1963), вона також зіграла у картині режисера «Джульєтта і духи» (1965). Співпрацювала Міло і з Роберто Росселліні, з'явившись у його картинах «Генерал Делла Ровере» (1959) та «Ваніна Ваніні» (1961).
У 2020 та 2021 роках Міло отримала два «Золоті глобуси» за внесок у кінематограф та національну італійську кінопремію «Давид ді Донателло».

## Біографія
Справжнє ім'я та прізвище — Салватріс Олена Ліліана Греко. Дебют Сандри Міло — головна роль Габріелли в комедії «Холостяк/Бакалавр» (1955, реж. Антоніо П'єтранджелі). Звернула на себе увагу в драмі Роберто Росселліні «Генерал Делла Ровере» (повія, 1959) і в комедії Антоніо П'єтранджелі «Адуа та її подруги» (Лоліта, 1960). Виконала головну роль в екранізації повісті Стендаля «Ваніна Ваніні» (1961, реж. Роберто Росселліні). Досягнення Сандри Міло в кінематографі — ролі фатальних, іронічних, розкутих і сексуальних жінок в кіношедеврах Федеріко Фелліні «Вісім з половиною» (Клара, 1963, Премія «Срібна стрічка», 1964) і «Джульєтта і ду́хи» (Сюзі/Ірис/Фанні, 1965, Премія «Срібна стрічка», 1966), а також Івонна у фільмі Луїджі Дзампи «Літнє безумство» (1963), Джуліана Марлетт в комедії Діно Різі «Зонт» (1966).
У 1968 році Сандра Міло йде з кіно, повністю присвятивши себе сім'ї й вихованню дітей. Сандра Міло остаточно повернулася на великий екран і на ТБ в 1979 році. Серед найкращих ролей цього періоду: Маріанна в романтичній мелодрамі «Попелюшка 80» (1984, реж. Роберто Маленотті), Арабелла у фільмі Пупі Аваті «Серце не з тобою» (2003). Сандра Міло від природи володіє високим фальцетом — це було яскравою відмінною рисою її кінообразу сексуальної блондинки-спокусниці.
У 2007 році з успіхом виступила на театральній сцені в спектаклі «8 жінок». 
У 90-ті роки активно працювала на телебаченні, в дитячих шоу-програмах, розважальних проєктах, записала кілька дисків з піснями.
Міло знімалася майже до самої смерті. Однією з останніх її робіт був епізод у серіалі «Жиголо випадково» (2023).
Сандра Міло померла 29 січня 2024 року в себе вдома у Римі в 90-річному віці.

## Фільмографія
- Неодружений / Lo scapolo (1955, Ґабріелла)
- Eliana e gli uomini (1956)
- Mio figlio Nerone (1956)
- Moglie e buoi (1956)
- Le avventure di Arsenio Lupin (1957)
- La donna che venne dal mare (1957)
- Двостороннє дзеркало / Le Miroir à deux faces (1958, Аріана)
- Totò nella luna (1958)
- Erode il grande  (1958)
- Vite perdute (1959)
- Appuntamento con il delitto (1959)
- Furore di vivere (1959)
- Генерал Делла Ровере / Il generale Della Rovere (1959, Валерія)
- La giumenta verde (1959)
- Asfalto che scotta (1960)
- Adua e le compagne (1960)
- Зваж на всі ризики / Classe tous risques (1960, Ліліанна, молода акторка)
- Gli scontenti (1961)
- Fantasmi a Roma (1961)
- Ваніна Ваніні (1961)
- Найкоротший день (1962)
- Вісім з половиною / 8½ (1963)
- Chi vuol dormire nel mio letto?]] (1963)
- La visita (1963)
- Frenesia dell'estate (1963)
- Месьє складе вам компанію / Un monsieur de compagne (1964, Марія)
- Le voci bianche (1964)
- Amori pericolosi (1964)
- Ho una moglie pazza, pazza, pazza (1964)
- ...poi ti sposerò (1964)
- Le belle famiglie (1964)
- La donna è una cosa meravigliosa (1964)
- На колінах перед тобою (1964)
- Джульєтта і духи (1965)
- L'ombrellone (1965)
- Come imparai ad amare le donne (1966)
- La notte pazza del conigliaccio (1967)
- Per amore... per magia... (1967)
- Bang Bang Kid (1967)
- T'ammazzo!... Raccomandati a Dio (1968)
- Riavanti... Marsch! (1979)
- Tesoromio (1979)
- Doppio sogno dei Sigg. X (1980)
- Grog (1982)
- "FF.SS." — Cioè: "...che mi hai portato a fare sopra a Posillipo se non mi vuoi più bene?" (1983)
- Попелюшка 80 / Cenerentola '80 (1984)
- Camerieri (1995)
- Ma il portiere non c'è mai? (2002)
- Il cuore altrove (2003)
- La perfezionista] (2007)
- Chi nasce tondo... (2008)
- Sleepless (2009)
- Impotenti esistenziali (2009)
- W Zappatore (2009)
- Happy Family] (2010)
- Flaiano — Il meglio è passato (2010)
- Mai senza — L'amore e la sessualità nella terza età (2011)
- Baci salati (2011)
- Impepata di nozze — Sposarsi al sud è tutta un'altra storia... (2012)
- Una notte agli studios (2013)